# Сизе
Сизе — село в Україні, у Станично-Луганській селищній громаді Щастинського району Луганської області. Населення становить 14 осіб. Колишній орган місцевого самоврядування — Валуйська сільська рада.

## Географія
Географічні координати: 48°35' пн. ш. 39°37' сх. д. Часовий пояс — UTC+2. Загальна площа села — 0,8 км².
Село розташоване у східній частині Донбасу за 11 км від села Валуйське.
Поряд із селом, в міжріччі Сіверського Дінця і Деркула на площі 732 га знаходиться ландшафтний заказник місцевого значення Шарів Кут.
Через село Сизе і «Шарів Кут» проходить дорога до біостанції Ново-Ільєнко.

## Історія
Поблизу села виявлено три поселення епохи бронзи та два поселення пізнього середньовіччя.
Засноване у XVII столітті донськими козаками.
Наприкінці XIX століття в селі проживало 225 чоловіків, 248 жінок, налічувалося 78 дворів.
Назва села Сизе походить від однойменного озера, що знаходиться в південній частині села.

### Війна на сході України
З 2014 року село потрапило у зону бойових дій. 17 лютого 2015 року в ході боїв Сизе було звільнено батальйоном «Айдар» від бойовиків «ЛНР». 14 липня 2015 року під час виконання завдань щодо перевірки надійності мінних укріплень поблизу кордону між селами Сизе та Болотене підірвались на вибуховому пристрої п'ятеро українських військовиків 534-го інженерного батальйону на чолі з капітаном Сергієм Мелимукою.

## Населення
За даними перепису 2001 року населення села становило 14 осіб, з них 78,57% зазначили рідною мову російську, 7,14% — білоруську, а 14,29% — іншу.

## Економіка
У селі функціонують шість фермерських господарств, чотири приватні підприємства, працює сім магазинів та один ринок.

## Соціальна сфера
Соціальна сфера села представлена амбулаторією, школою, будинком культури, бібліотекою та музеєм. Також діє Свято-Троїцький храм.

## Пам'ятки
- Меморіал на честь загиблих 1942 року односельців.